# Gwoździkiany
Gwoździkiany (biał. Гваздзікяны, Hwazdzikiany; ros. Гвоздикяны, Gwozdikiany) – wieś na Białorusi, w obwodzie grodzieńskim, w rejonie ostrowieckim, w sielsowiecie Ryteń.

## Historia
W XIX i w początkach XX w. położone były w Rosji, w guberni wileńskiej, w powiecie zawilejskim/święciańskim, w gminie Kiemieliszki. W 1905 roku wymieniono wieś i zaścianek. Wieś liczyła 102 mieszkańców, 160 dziesięcin; zaścianek liczył 31 mieszkańców, 102 dziesięcin, własność Rossochackiego.
Po I wojnie światowej pod administracją polską, w Zarządzie Cywilnym Ziem Wschodnich. W latach 1920–1922 w składzie Litwy Środkowej.
Od 11 kwietnia 1922 wieś leżała w Polsce, w województwie wileńskim, w powiecie święciańskim, w gminie Kiemieliszki.
W 1931 w 22 domach zamieszkiwało 119 osób.
Po II wojnie światowej w granicach Związku Sowieckiego. Od 1991 w niepodległej Białorusi.